# Comté de Warrumbungle
Le comté de Warrumbungle (en anglais : Warrumbungle Shire) est une zone d'administration locale située dans l'État de Nouvelle-Galles du Sud en Australie, dont le siège est Coonabarabran.

## Géographie
S'étendant sur 12 380 km2 dans le nord-est de la Nouvelle-Galles du Sud, le comté abrite les monts Warrumbungles et le parc national de Warrumbungle. Il est traversé par la Newell Highway et comprend les localités de Baradine, Binnaway, Coolah, Coonabarabran, Dunedoo et Mendooran.

## Histoire
Il a été créé en 2004 par la fusion des comtés de Coolah et Coonabarabran.

## Démographie
| 2006  | 2011  | 2016  | 2021  |
| ----- | ----- | ----- | ----- |
| 9 808 | 9 588 | 9 694 | 9 225 |

## Politique et administration
Le conseil comprend neuf membres élus au scrutin proportionnel pour un mandat de quatre ans, qui à leur tour élisent le maire pour deux ans. À la suite des élections du 4 décembre 2021, le conseil est formé d'indépendants. 

### Liste des maires
| Période                                  | Période        | Identité       | Étiquette   | Qualité |
| ---------------------------------------- | -------------- | -------------- | ----------- | ------- |
| Les données manquantes sont à compléter. |                |                |             |         |
| septembre 2018                           | septembre 2020 | Denis Todd     | Indépendant |         |
| septembre 2020                           | en cours       | Ambrose Doolan | Indépendant |         |

La zone est rattachée à la circonscription de Parkes pour les élections fédérales et à celle de Barwon pour les élections à l'Assemblée législative de Nouvelle-Galles du Sud.